# Qasq (häradshuvudort i Kina, Inner Mongolia Autonomous Region, lat 40,71, long 111,13)
Qasq är en häradshuvudort i Kina. Den ligger i den autonoma regionen Inre Mongoliet, i den norra delen av landet, omkring 45 kilometer väster om regionhuvudstaden Hohhot. Antalet invånare är 276 453. Befolkningen består av 130 662 kvinnor och 145 791 män. Barn under 15 år utgör 13,0 %, vuxna 15-64 år 76 %, och äldre över 65 år 9,0 %.
Runt Qasq är det ganska tätbefolkat, med 124 invånare per kvadratkilometer. Trakten runt Qasq består i huvudsak av gräsmarker.
Genomsnittlig årsnederbörd är 568 millimeter. Den regnigaste månaden är juli, med i genomsnitt 170 mm nederbörd, och den torraste är januari, med 3 mm nederbörd.